# Power Soccer
Power Soccer (también llamado Power Challenge) era un juego multijugador en línea de fútbol, desarrollado en Suecia el 12 de agosto del año 2005 por la empresa Power Challenge AB, misma empresa que desarrolla el juego ManagerZone, solamente que este es directamente concentrado en la jugabilidad del deporte y no de la simulación de ser un director técnico. 
El juego, como su nombre lo dice, era un juego de fútbol con el que podías desarrollar un club, ganar copas, etc. Para beneficios exclusivos, como tener un propio escudo, más uniformes o jugar copas, se debía ser miembro del club, lo que permitía acceder a lo mejor que el juego puede ofrecer a sus usuarios.

## Cierre del juego
Después de 11 años la plataforma llegó a su fin el 16 de mayo de 2016 por motivos de falta de audiencia ya que no tuvieron el público esperado. Todas las cuentas fueron borradas.

## Jugabilidad
Power Soccer era el mejor juego 3D de fútbol en línea del mundo. Tenías un equipo de fútbol y tu objetivo era elevarlo hacia el estrellato jugando partidos contra oponentes de todo el mundo. Disponías la opción de personalizar a tus jugadores, usar la táctica que querías, tener el nombre, el uniforme y los colores de equipo que querías y además, eras libre de escoger la manera en que desearas jugar. 
Para comprar objetos, tatuajes (de adorno o de mejora de cualidades), directores técnicos personales, entre otras cosas, se necesitaban los Power Tokens. Los Power Tokens eran el dinero oficial del juego, con él se podían comprar todo lo que el juego ofrecía.

## Actualización
Los Power Tokens ya no se vendían ni se podían conseguir desde el 13 de agosto, la única de manera de que un usuario los retuviera, era haberlos adquirido en el pasado, puesto que por lo mencionado anteriormente, ya no era posible su adquisición, en este caso los que aún los conservaran, los podían invertir dependiendo del número que aún conserven en: un pase de 1 día, es decir 1 día de CM y SP (1 Token), 1 Mes de CM (20 Tokens), 1 Mes de SP (20 Tokens), 1 Mes de CM + SP (30 Tokens), en la tienda de estética, y cambiar nombre o apodos si no eras Miembro del Club.
Desde ese entonces el juego fue perdiendo audiencia porque ya no podían comprar Power Tokens y no mejorar su equipo, tiempo más tarde el juego ya tenía muy poca audiencia por tanto decidió cerrar.

## Gráficos
Si  toleraba los gráficos o el juego rendía de forma deficiente, el juego te permitía cambiar la calidad gráfica para ayudarte a que el juego funcionara de manera correcta, además de también ofrecerte cambiar la profundidad de bit, el renderizado y el modo de visualización.

## Modos de Juego

### Torneos
Eran torneos que solían durar varios días. Competías palmo a palmo con el resto de los jugadores en varias rondas y los 3 mejores posicionados solían recibir un premio, dependiendo del torneo que fuera. En sus últimos días, hubo dos torneos disponibles para los no-miembros, uno, para los que estén cursando su primer mes en el juego, y el siguiente, es para no-miembros a partir del nivel 49, el resto son sólo para miembros, quienes podían tener acceso a ellos mediante tíckets (a excepción de los torneos de países, ya que esos eran gratuitos).

### Partida rápida
Estaba disponible sólo para los Miembros del Club; es un modo de juego en donde presionabas el botón y tenías aproximadamente medio minuto de espera antes de que encontraras un rival. Generalmente los rivales que te tocaba enfrentar eran de un nivel y ranking similar, además de que generalmente pertenecían a una zona geográfica cercana a la tuya (por el tema de la alta latencia o lag). Además, afectaba a tu ranking individual y también ganabas puntos de experiencia. NO se requería que el oponente aceptara el desafío.

### Clanes
Particular modo de juego en el cual trabajabas con varios usuarios a tu lado. Cada clan competía en equipo en las copas de clan para conseguir más puntos, subir en el ranking y alcanzar el estrellato. Para unirse a un clan sólo se debía enviar solicitud y esperar que sea aceptada, pero para crear uno debías poseer una membresía e invertir 1000 tickets. También, si tu clan estaba bien posicionado en el ranking de clanes, podías tener la oportunidad de jugar la Liga de Clanes. Uno de los mejores Clanes latinos fue Chile Rojo, quien logró ser el Clan Número 1 del Mundo, y mantenerse por varias temporadas dentro de los top ten

### Copas
Tal como lo dice su nombre, este modo de juego consistía en copas que son llevadas a cabo con distinto número de jugadores, y mientras más jugadores se encuentren, mayor cantidad de partidos habrá. Cabe señalar que el que obtuviera mayor cantidad de puntos resultaría ser el ganador del trofeo. Además, se podía acceder a través de las salas de chat. Te podías unir a una o crearlas gratuitamente. 
Al ingresar a la sala de chat, verías la sala del chat del juego. La parte de copas la encontrarías abajo a la derecha. Podías ver en la solapa de copas esperando por jugadores las copas disponibles. Para unirte, clickeabas la copa que deseabas jugar y seleccionabas “Unirte a la copa”. Las copas podían tener límite de continentes, de nivel o de ranking ELO. El tamaño de la copa dependía de la cantidad de usuarios que participaran y siempre te tocaba con alguien que estaba posicionado cerca de ti. En sus últimos días, existían 2 tipos de copas;
- Copas Básicas: Podía unirse cualquiera que cumpliera con los requisitos, y cada usuario competía como un individuo, tal como en los torneos. Dependiendo de la cantidad de usuarios que tuviera, se le entregaba una copa al primer lugar, segundo lugar e incluso tercer lugar en algunos casos, y se te premiaban Tickets cada vez que ganaras una.
- Copas de clan: Competías representando a tu clan y ganabas puntos para ayudarlo. El dueño de la copa indicaba cuantas personas debía llevar cada clan a la copa para ver si sería 1vs1, 2vs2 u otro. El clan que obtuviera mayor cantidad de puntos conseguiría una copa, y el jugador con mayor cantidad de puntos se llevaría una medalla de "Most Valuable Player".

## Liga de clanes
En este modo de juego, competían 12 clanes; inicialmente eran 3 divisiones con 7 clanes.
Consistía en dos fases: en la primera fase, de clasificación se jugaban 3 partidos y los dos clanes que más puntos consigan, pasaban a la siguiente fase (El último caía eliminado, y los dos mejores terceros seguían). A continuación, las eliminatorias; eran solo a ida, constaba de 3 rondas, los cuartos de final, las semifinales y acabando, la final y el tercer y cuarto puesto.

### Práctica
Era un modo de juego disponible para todos, en el cual podías entrenar tus habilidades en campo abierto o contra los equipos CPU. Había 3 modos disponibles para practicar;
- Tutorial: Pequeño tutorial en el cual se te enseñaban los conceptos básicos del juego.
- Campo Abierto: un partido que era presenciado únicamente con tus propios jugadores, sin rivales. Aquí podías probar lujos, jugadas preparadas, un poco de pelota parada y cabeza, entre otras cosas.
- Partidos de Práctica: Podías jugar contra los equipos CPU y elegir entre el equipo fácil, el equipo medio (el único disponible para los no-miembros) y el equipo difícil.

### Zona de principiantes
Modo de juego destinado y elaborado para los más nuevos, poseía 3 desafíos los cuales consistían en jugar 3 partidos de distinta dificultad contra los equipos CPU.

## Incorporación al Club
La incorporación al club era lo mejor, lo más importante, y lo más relevante del juego. Siendo miembro del club desbloqueabas todas las modalidades exclusivas, tales como ponerle actitudes y ápodos a tus jugadores, poseer tácticas exclusivas, jugar torneos exclusivos gratis, obtener un estadio de local exclusivo, subir de nivel más rápido, crear clanes, crear tu propio escudo, acceso al Analizador de Progreso, obtener uniformes exclusivos, almacenar y exhibir momentos destacados adicionales, entre otros beneficios.

·Membresía.

·1 Mes CM
Este paquete incluye 1 mes entero de membresía, al precio de 2,58€. (Dependiendo del país)

## Tienda
El juego comprendía de una tienda que contenía un montón de objetos para la satisfacción del usuario. Los usuarios normales tenían acceso a ítem para la estética, como lo eran los peinados, vellos faciales, regates, celebraciones, nombres para los jugadores y color de piel. Para obtener acceso a los artículos como los botines, tatuajes, jugadores especiales y entrenadores que impulsan habilidades tales como velocidad, técnica, barrida y similares, se debía comprar el Paquete de Habilidad, el cual poseía un valor de 10000 Tickets o 2,58€. Al comprarlo, obtenías acceso a la tienda completa, accediendo de manera gratuita a todos los artículos que impulsaban las habilidades. 
Dependiendo de la duración del paquete que compraras, los ítems los perderías cuando tu paquete expirara, aunque podías renovar el paquete cuando lo desearas.

## Comunidad
El juego poseía una gran comunidad con gente de diversas partes del mundo, debido a que el juego estaba disponible en 18 idiomas. Los jugadores se comunicaban a través de chat privado, foros, chat público y libros de visitas.

### Administradores
Además, el juego comprendía de una amplia lista de administradores voluntarios que se encargan y se enfocan en distintos aspectos del juego. Los roles establecidos eran los siguientes:
- Master Assistant (MA): Eran los "jefes" y los responsables de designar y supervisar a todos los demás administradores, además de encargarse de vigilar a la comunidad para mantener el orden en el juego, y en consecuencia, tomar decisiones en caso de que no cumplan las reglas establecidas.

- Chat Admin (CA): Se encargaban de vigilar las salas de chat y hacer respetar las reglas de las mismas.

- Forum Admin (FA): Eran los encargados de vigilar y moderar los foros del idioma que les corresponda.

- Language Assistant (LA): Tenían el deber de traducir el contenido del sitio (foros, noticias, etc.) desde el inglés, hacia el idioma que les corresponda.

- Reporter Assistant (RA): Se encargaban de elaborar artículos y noticias relacionadas al juego, para luego publicarlos en el blog del idioma que les corresponda.

Adicionalmente, el término "Crew" se le adhería a los usuarios que pertenecían de alguna u otra forma, a la empresa desarrolladora del juego.